# Amazing Grace (альбом Джуди Коллинз)
| Оценки критиков | Оценки критиков |
| Источник        | Оценка          |
| --------------- | --------------- |
| AllMusic        | [ 1 ]           |

Amazing Grace — шестнадцатый студийный альбом американской певицы Джуди Коллинз, выпущенный в 1985 году на лейбле Telstar Records.

## Об альбоме
Это был первый альбом певицы, выпущенный после окончания её двадцатичетырёхлетнего сотрудничества с Elektra Records. Он был записан в 1985 году в Великобритании на студии Olympic Studios и задуман как подарок на Рождество.
Альбом состоит из 16 песен, это один из самых продолжительных альбомов Коллинз. Для альбома она не написала ни одной авторской песни, все композиции на альбоме уже входили в репертуар других артистов и даже стали хитами. Также для альбома была перезаписана «Amazing Grace», которая в 1970 году стала хитом в США и Великобритании.
Пластинка распространялась лейблом Telstar Records в Великобритании, в Канаде — Quality, а в Австралии — Pickwick; В США альбом официально не выпускался. Альбом не стал коммерчески успешным.

## Список композиций
| №                   | Название                       | Автор(ы)                             | Длительность |
| ------------------- | ------------------------------ | ------------------------------------ | ------------ |
| 1.                  | «Amazing Grace»                | Джон Ньютон                          | 3:53         |
| 2.                  | «Day by Day»                   | Стивен Шварц, Джон-Майкл Тебелак     | 3:14         |
| 3.                  | «Bridge Over Troubled Water»   | Пол Саймон                           | 4:32         |
| 4.                  | «I Don’t Know How To Love Him» | Тим Райс, Эндрю Ллойд Уэббер         | 3:50         |
| 5.                  | «Both Sides Now»               | Джони Митчелл                        | 3:32         |
| 6.                  | «Abide With Me»                | Генри Фрэнсис Лит, Уильям Генри Монк | 3:05         |
| 7.                  | «Just a Closer Walk with Thee» | народная                             | 3:27         |
| 8.                  | «When You Wish Upon a Star»    | Ли Харлайн, Нед Вашингтон            | 2:47         |
| 9.                  | «When a Child is Born»         | Чиро Даммико, Ред Джей (перевод)     | 3:23         |
| 10.                 | «The Rose»                     | Аманда Макбрум                       | 5:08         |
| 11.                 | «One Day at a Time»            | Крис Кристофферсон, Мэриджон Уилкин  | 3:46         |
| 12.                 | «Oh Happy Day»                 | Эдвин Хокинс                         | 3:32         |
| 13.                 | «Morning Has Broken»           | Элинор Фарджон, Кэт Стивенс          | 2:48         |
| 14.                 | «Send in the Clowns»           | Стивен Сондхайм                      | 4:08         |
| 15.                 | «The Lord is my Shepherd»      |                                      | 2:44         |
| 16.                 | «Jerusalem»                    | Уильям Блейк, Хьюберт Пэрри          | 2:19         |
| Общая длительность: | Общая длительность:            | Общая длительность:                  | 56:08        |

## Чарты
| Чарт (1985)                      | Высшая позиция |
| -------------------------------- | -------------- |
| Австралия (Kent Music Report)    | 85             |
| Великобритания (UK Albums Chart) | 34             |